# Verwoest Arcadië
Verwoest Arcadië (1980) is een autobiografisch boek van de Nederlandse dichter, schrijver, essayist en bloemlezer Gerrit Komrij.

## Tekstgeschiedenis
Van 27 augustus 1977 tot 25 augustus 1979 verscheen een eerste versie als feuilleton in weekblad Vrij Nederland, op initiatief van Rinus Ferdinandusse die Komrij had uitgenodigd zijn vroegste leeservaringen vast te leggen. In 1980 verscheen het werk als nr. 59 in de 'Privé-domein' reeks van De Arbeiderspers.

## De paratekst
De opdracht luidt: 'Voor C.'
Ook is er een motto:
Tout, au monde, existe pour aboutir à un livre...Mallarmé.
De teksten van het eerste ('Vignetten') en van het laatste ('Slot') onderdeel uit de inhoudsopgave staan in cursief: er zijn dus elf hoofdstukken met een voor- en nawerk. Het gedeelte 'Vignetten' telt zes alinea's waarvan elk een vignet is. Deze korte uiteenzettingen behelzen achtereenvolgens 1) dat het verleden enkel als boek kan bestaan, 2) de problematische relatie van de 'hij' met de werkelijkheid, 3) boeken en de herinneringen eraan, 4) de kaleidsocopische persoonlijkheid van de schrijver versus de consistente persoonlijkheid van mensen in de dagelijkse omgang, 5) het innerlijk dat alleen in taal tot leven komt, 6) de noodzaak van eerlijkheid en oprechtheid.

Het vijfde vignet eindigt met 'de worsteling met de engel', een verwijzing naar Genesis 32:23-30, waarin de worsteling van aartsvader Jakob met de engel beschreven staat. Hiermee is de herkomst van de naam van de hoofdpersoon gegeven.

## Inhoud
Hoewel het boek bekendstaat als een autobiografisch werk, heet de hoofdpersoon niet Gerrit Komrij, maar Jacob Witsen. Volgens Alfred Kossmann, die het boek voor het toenmalige dagblad Het Vrije Volk besprak, is de lezer gerechtigd Komrij met Witsen te vereenzelvigen, 'indien hij zich maar voorhoudt wat op pag. 31 zo uitstekend is gezegd:

"Wat doet iemand wanneer hij zich iets herinnert en wanneer hij die herinnering aan een herinnering als volwassene een niet-vermoedende jongen in de schoenen schuift? Wanneer hij het verdere verleden eerst in een minder ver verleden en daarna in het heden overbrengt? Hij kan niet in het verleden schrijven, laat staan in iets als een tweeledig verleden. Wat doet iemand dus die zijn heden tot tweemaal toe in een verleden opsplitst? Die belazert de kluit. Die liegt dubbelop. Die baart monsters."'

De elf hoofdstukken variëren sterk in omvang, van twee bladzijden ('Een zonderlinge dag') tot meer dan dertig ('Het licht aan het eind van de tunnel'), langere zijn weer onderverdeeld in genummerde paragrafen.

Het leven van Jacob Witsen wordt beschreven van zijn negende levensjaar tot in zijn studententijd, al is niet helemaal duidelijk wanneer het precies eindigt. De beginzin 'De winter wist van geen wijken' is een zinspeling op het dorp Winterswijk waar Jacob (en Komrij) zijn jeugd doorbrengt en dat buiten deze toespeling niet met name genoemd wordt. Daar al gaat Jacob zich te buiten aan het stelen van boeken, wat uit de hand gaat lopen als hij eenmaal in Amsterdam woont. Precieze jaartallen vallen niet vaak, maar in paragraaf 4 van 'De doos van Pandora', de middelbareschooltijd van Jacob, heet het: 'Dit was in het jaar 1957 en de daaropvolgende jaren.' In de volgende paragraaf schaft Jacob zich bij een boekenman op een markt de roman Het zwarte licht (1956) van Harry Mulisch aan, 'net nieuw, voor vijftien cents'.
Pas op zijn twintigste wordt Jacob, in de grote stad, betrapt op het stelen van een boek, namelijk de bundel De waarheid als De Koe van K. Schippers. 'De volgende dag verkocht hij, uit angst dat de politie zou komen, vijfduizend boeken aan een antiquaar.'

Het laatste onderdeel, 'Slot' genaamd, bestaat uit een cursieve alinea over een krantenbericht betreffende het meisje Penny Gleeson White dat overleed aan de gevolgen van de zeldzame verouderingsziekte Syndroom van Cokayne. De vijfjarige 'zag er uit als een vrouw van negentig' en overleed 'aan een gewone kinderziekte, waterpokken, omdat haar oude lichaam er niet meer tegen kon.' Haar geestelijke vermogens waren die  van een kind van acht maanden. De alinea, en dus Verwoest Arcadië, eindigt met de mededeling dat haar lievelingsboek Winnie-the-Pooh was. Waarmee de literatuur het enige aspect vertegenwoordigt dat in overeenstemming is van de werkelijke leeftijd van het meisje.

## Receptie
Volgens I. Sitniakowsky in De Telegraaf gaat het om 'zowel gepersifleerde als "echte" bekentenis' en ademt het boek 'uit al zijn poriën het ongewone, lichtvoetige, schelmse en drijft de spot met het cliché van het egodokument, de bekentenisroman, het terugzien op zijn jeugd door een succesvolle schrijver.' Alfred Kossmann in Het Vrije Volk vindt het 'een levendig boek geworden, met anekdotes en bespiegelingen, bepaald door twee luchtig behandelde maar serieuze overtuigingen: dat 't opschrijven van herinneringen altijd vervalsing betekent, en dat de hoofdpersoon van het boek zijn hele kindertijd door een veinzer en een leugenaar is geweest.' Everhard Huizing concludeert in Nieuwsblad van het Noorden dat autobiografieën vaak vereenvoudigingen van verledens' zijn en dat Komrij heeft geprobeerd 'de leugenachtigheid' ervan 'te ontmaskeren.' Hij noemt Komrijs werk 'een briljant voorbeeld van hoe autobiografie, biografie, roman, essay op een boeiende wijze gecombineerd kunnen worden.'